# Григорій Гнатенко (прикордонний корабель)
«Григо́рій Гнатенко» (BG52) — прикордонний сторожовий корабель проєкту 1241.2 (шифр «Молнія-2», англ. Pauk-I class за класифікацією НАТО), корабель морської охорони 2-го рангу Державної прикордонної служби України.

## Особливості проєкту
Проєкт 1241.2 — серія малих протичовнових кораблів, які будувалися в СРСР для військово-морського флоту і морських частин прикордонних військ КДБ у вісімдесятих роках XX століття.
Прикордонний варіант корабля практично повторює протичовновий варіант корабля 1241.2 проєкту. Створений на базі розробленого в 1973 році ЦКБ «Алмаз» проєкту ракетного катера 1241 відрізняється від нього озброєнням (відсутність ударного комплексу, замість нього посилене протичовнове озброєння), більш економічною енергетикою (замість газотурбінної енергетичній установці застосована економічніша дизельна). Фактично, проєкти 1241.1 і 1241.2 виявилися різними типами кораблів.
Всього в 1976–1987 роках було побудовано 29 кораблів проєкту 1241.2, у тому числі для ВМФ — 9 одиниць, всі інші — для морчастин прикордонних військ.

## Історія корабля
Прикордонний сторожовий корабель заводський номер 518 був закладений на стапелі Ярославського суднобудівного заводу 26 травня 1986 року. 25 жовтня 1986 року зарахований в списки морських частин прикордонних військ як ПСКР-815. Спущений на воду 30 травня 1987 року в тому ж році здійснив перехід внутрішніми водними шляхами спочатку в Азовське море, а звідти в Чорне для проходження здавальних випробувань.
14 липня 1987 року кораблю було присвоєно почесну назву «Григорій Гнатенко» на честь героя-прикордонника, Героя Радянського Союзу капітана 1 рангу Григорія Івановича Гнатенко. 29 грудня 1988 року ПСКР «Григорій Гнатенко» включений в бойовий склад Балаклавської окремої бригади прикордонних сторожових кораблів Червонопрапорного Західного прикордонного округу. Перший бортовий номер — 135 (потім до 1999 року — 014). 23 січня 1988 року на кораблі був піднятий військово-морський прапор морських частин прикордонних військ КДБ СРСР. Цей день прийнято вважати днем народження корабля.
Першим командиром корабля був капітан 2 рангу Соболевський. Корабель брав участь в охороні державного кордону, економічної зони СРСР і рибальських промислів біля кримського узбережжя в північній частині Чорного моря.

## На охороні державного кордону України
12 січня 1992 року екіпаж корабля разом з усім особовим складом бригади склав присягу на вірність народу України, а на кораблі був піднятий державний прапор України.

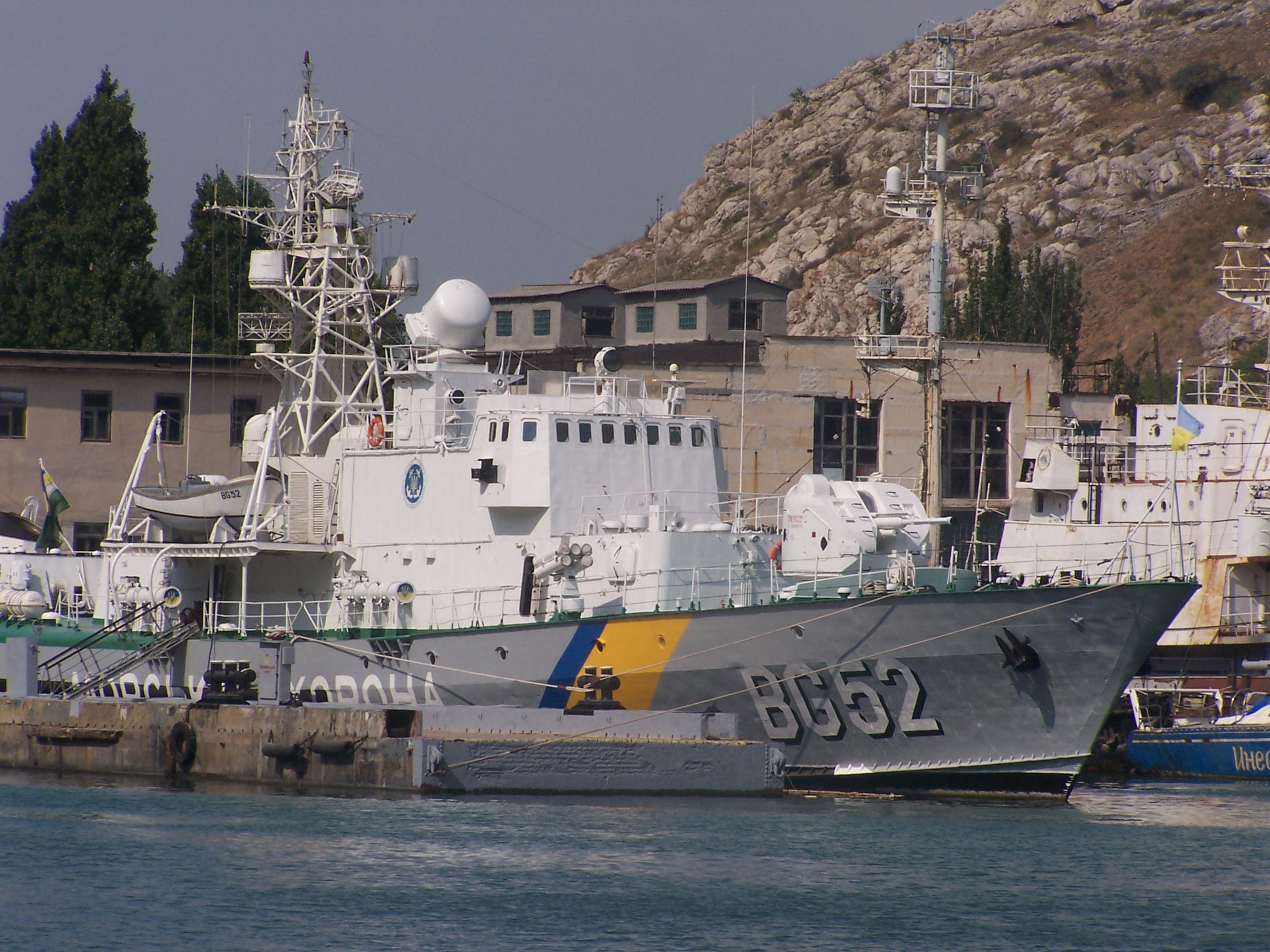
Григорій Гнатенко у Балаклаві

У жовтні 1996 року корабель з дружнім візитом відвідав порт Поті (Грузія), а у вересні 1998 року — Констанцу (Румунія). У червні 2004 року брав участь у міжнародних навчаннях причорноморських держав SAREX-2004 біля берегів Туреччини.
У січні 1998 року прикордонними сторожовими кораблями «Григорій Куроп'ятников» і «Григорій Гнатенко» у виключній (морській) економічній зоні України було виявлено групу турецьких браконьєрських шхун. Ігноруючи вимоги про зупинку, небезпечно маневруючи, одна із них «Тарен Каптен» (тур. Taren Kapten) намагалася втекти. В результаті навалу на один з прикордонних кораблів шхуна перевернулася та затонула, а членів її екіпажу довелося рятувати прикордонникам.
25 лютого 2003 року «Григорій Гнатенко» у виключній (морській) економічній зоні України на відстані 54 миль від острова Зміїний було виявлено турецьку шхуну «Хусейн Рейс» (тур. Hüseyin Reis) та видворено за межі нашої економзони.
11 лютого 2007 року за наводкою патрульного літака, «Григорій Гнатенко» у взаємодії з катерами прикордонної поліції Румунії, в 45 милях на захід від мису Херсонес було затримано турецьку шхуну «Огулларі» (тур. Oğulları). Капітан шхуни відшкодував витрати на користь держави у розмірі 85 тисяч 470 гривень.
Усього тільки за період з 1998 по 2006 рік корабель здійснив більш ніж 150 виходів в море на охорону державного кордону і виключної економічної зони, пройшов понад 6000 морських миль, здійснив огляд 273 суден, з яких 42 затримав за порушення законодавства України.
Після анексії Криму у 2014 р. росіяни  відправили захоплений прикордонний корабель  на металобрухт. ПСКР "Григорій Гнатенко" на той період не був ходовим, однак, його технічний стан дозволяв ще служити не один рік, а екіпаж підтримував живучість та справність систем і механізмів. На початку лютого морським буксиром  корабель відбуксували до Феодосії на розбір.